# IPTC Information Interchange Model
In informatica, IPTC Information Interchange Model (abbreviato IPTC), conosciuto anche come IPTC-NAA-Standard è uno standard, un  Modello di interscambio informazioni, cioè una struttura di file e un insieme di attributi di metadati che può essere applicato sui contenuti di immagini (testo, immagini...) in file di immagini (ad esempio file TIFF - o JPEG File Interchange Format).

## Caratteristiche
È stato sviluppato negli anni novanta dal International Press Telecommunications Council (IPTC) per accelerare lo scambio internazionale di notizie tra i quotidiani e le agenzie di stampa.
La specifica IIM (Information Interchange Model) completa comprende una struttura di dati complessi e un insieme di definizioni di metadati.
Sebbene la specifica IIM fosse destinata all'uso con tutti i tipi di notizie — tra cui articoli a testo semplice — un sottoinsieme ha trovato ampio consenso in tutto il mondo come lo standard coi metadati incorporati, utilizzato da fotografi commerciali e i notiziari. Informazioni quali il nome del fotografo, informazioni sul copyright e la didascalia o altre descrizione possono essere incorporate in modo manuale o automatico.
I metadati IIM incorporati nelle immagini sono spesso indicati come "Intestazioni IPTC" e possono essere facilmente codificati e decodificati da più popolari software di fotoritocco.
L'Extensible Metadata Platform (XMP) ha ampiamente superata la struttura dei file di IIM, ma gli attributi di immagine IIM sono definiti nello schema IPTC Core per XMP e la maggior parte dei programmi di manipolazione di immagini continuano a mantenere sincronizzati gli attributi XMP e non - XMP IPTC.
A causa della sua accettazione quasi universale tra i fotografi, anche dilettanti, questo è lo standard IPTC più largamente diffuso. D'altra parte, l'uso della struttura IIM e metadati per testo e grafica è principalmente limitato alle agenzie di stampa europee.

## Panoramica
Attributi IIM sono ampiamente utilizzati e supportati da molti programmi di creazione e la manipolazione di immagini. Quasi tutti gli attributi IIM sono supportati da Exchangeable image file format (Exif), una specifica per il formato di file di immagine utilizzato dalle fotocamere digitali.
I metadati IIM possono essere incorporati nei formati file di immagine JPEG/Exif o TIFF. 
Altri formati di file come GIF, Portable Network Graphics e JPEG2000 non supportano IIM.
La struttura della tecnologia di IIM in gran parte è stata superata dalla Extensible Metadata Platform (XMP) di Adobe, ma le definizioni di attributo IIM sono la base per lo schema di IPTC Core, (XML Schema) per XMP.

## Storia
Fin verso la fine degli anni settanta le attività di IPTC sono principalmente concentrati sullo sviluppo e pubblicazione di standard di settore per lo scambio di informazioni. Il primo standard, l'IPTC 7901, ha fatto da ponte tra le ere di telescriventi e computer.
Negli anni ottanta lo sviluppo iniziò su uno standard (il Modello di interscambio di informazioni) destinato a lavorare meglio con i nuovi sistemi di editing computerizzati.
In particolare, IPTC definisce un insieme di attributi di metadati IIM che possono essere applicati alle immagini. Questi sono stati definiti originariamente nel 1979 e modificati in modo significativo nel 1991 per far parte della IIM (Information Interchange Model), ma il concetto in realtà avanza nel 1994 quando Adobe definisce una specifica pratica per l'incorporamento dei metadati in un file di immagine digital, creando "Intestazioni IPTC".
In realtà Adobe ha adottato le definizioni di metadati IPTC IIM, ma non la complessiva struttura dati IIM. Foto che contengono intestazioni IPTC appaiono in tutti gli altri aspetti come normali immagini JPEG o TIFF; il software che non riconosce le intestazioni IPTC semplicemente ignorerà i metadati.
Nel 2001, Adobe introduce "Extensible Metadata Platform" (XMP), che è uno schema XML per gli stessi tipi di metadati come IPTC, ma è basato su XML/RDF ed è quindi intrinsecamente estensibile. Lo sforzo ha generato una collaborazione con IPTC, producendo alla fine l'IPTC Core Schema for XMP, che unisce i due approcci per incorporare i metadati. La specifica XMP vengono descritte le tecniche per l'incorporamento dei metadati in JPEG, TIFF, JPEG2000, GIF, PNG, HTML, PostScript, PDF, SVG, Adobe Illustrator, e Digital Negative Specifications (DNG). Versioni recenti di tutti i principali prodotti software Adobe, (Photoshop, Illustrator, Acrobat, Framemaker, ecc.) supportano XMP, come fanno un numero crescente di strumenti di terze parti.
Nel giugno 2007, IPTC in collaborazione con IFRA ha tenuto la prima conferenza internazionale sui metadati: la First International Photo Metadata, intitolata "Working towards a seamless photo workflow", "Lavorare verso un flusso di lavoro delle foto senza soluzione di continuità" a una folla solo in piedi (oltre 130 partecipanti), prima al Congresso CEPIC, a Firenze. Successivamente tenne una conferenza simile a Malta nel giugno 2008.
Il gruppo di lavoro IPTC foto metadati pubblicato un documento ufficiale, un Libro bianco,
che raffigurava in primo piano questo evento. 
Il keynote (concetti e argomenti principali) della conferenza è stato dato da Andreas Trampe, capo studio fotografico di Stern. Altri oratori inclusi fotografi come David Riecks e Peter Krogh, foto e agenzie di stampa come Reuters; i rappresentanti degli standard di tali organismi come PLUS, IPTC e IFRA; come pure i portavoce degli implementatori dei metadati lato foto/immagini, ad esempio Adobe, Apple Inc., Canon Inc., FotoWare, Hasselblad, e Microsoft.
Le presentazioni elettroniche fornite dalla maggior parte dei relatori sono disponibili online dal sito della Photo Metadata Conference Archiviato l'11 maggio 2011 in Internet Archive. (conferenza sui metadati delle foto), compreso un link ai report di ciascuno dei discorsi degli oratori.

## Parametri
| campo IPTC                           | Descrizione | Esempio                                                                                     | Caratteri max. |
| ------------------------------------ | --- | ------------------------------------------------------------------------------------------- | --- |
| Titolo                               | Headline o Titolo | Un pesce rosso                                                                              | 256 |
| Didascalia / Abstract                | Descrizione del contenuto dell'immagine | Un pesce rosso in un bicchiere d'acqua con ghiaia, un acquario e una Coppa del Gran Premio. | 2000 |
| Parole chiave                        | Tag | Pesci, pesci rossi, acquario, vetro, animali, acqua, Grand Prix                             | Qualsiasi numero di parole chiave (ogni gruppo max. 64 caratteri, spazi inclusi), limitato dalla dimensione massima consentita per l'intero file di intestazione IPTC di 64 KB |
| By-line (per linea)                  | Nome dell'autore / fotografo. | Manfred Mustermann                                                                          | 32 |
| titolo By-line                       | Titolo del / degli autori / fotografo. Viene impostato dopo il riconoscimento dell'autore.                                                                       | Fotografo freelance                                                                         | 32 |
| Copyright                            | Diritti di immagine | Copyright 2005, Modulo, tutti i diritti riservati.                                          | 128 |
| Crediti (Riconoscimenti)             | Nota accanto all'immagine di pubblicazione. Nella maggior parte dei casi, agenzia fotografica e fotografo.                                                       | Foto-Agenzia ABC/Franz Mayer                                                                | 32 |
| Contatti                             | Persona o organizzazione che può fornire ulteriori informazioni e foto.                                                                                          | Manfred Mustermann, mail@mustermail.it                                                      | 128 |
| Nome oggetto                         | titolo formale o un titolo breve della immagine può essere il nome del file                                                                                      | PesceRosso1                                                                                 | 64 |
| Data Creazione                       | Registrato in forma CCYYMMDD. Dati sconosciuti sono espressi in 00.                                                                                              | 20020318                                                                                    | 8 |
| Tempo di creazione                   | Tempo di registrazione in formato HHMMSS ± HHMM (± Regolazione del fuso orario - tempo UTC). Dati sconosciuti sono espressi in modo accurato.                    | 143712+0100                                                                                 | 11 |
| Data di digitalizzazione             | Data di digitalizzazione in forma CCYYMMDD. | 20020520                                                                                    | 8 |
| Tempo di digitalizzazione            | Tempo di digitalizzazione nella forma HHMMSS ± HHMM (ora di ± regolazione del fuso orario riferito a GMT).                                                       | 103347+0100                                                                                 | 11 |
| Luogo                                | Registrazione: Città | Monaco                                                                                      | 32 |
| Località / quartiere                 | Registrazione: specifica la posizione all'interno di una città o simile.                                                                                         | Mercato                                                                                     | 32 |
| Provincia/ Stato                     | Registrazione: Provincia | Carinzia                                                                                    | 32 |
| Paese / Codice località principale   | Registrazione: Identificazione Stato ai sensi della norma ISO 3166                                                                                               | DE o DEU                                                                                    | 2 oppure 3 |
| Country / Nome località principale   | Luogo di registrazione: Nome dello Stato | Modello di Stato (Repubblica...)                                                            | 64 |
| Istruzioni speciali                  | Istruzioni speciali | non per il Web                                                                              | 256 |
| Fonte                                | prima distribuzione dell'immagine. | Meike Doe / agenzia di modelle                                                              | 32 |
| Programma originale                  | Software con cui è stata prodotta l'immagine | GIMP                                                                                        | 32 |
| Modifica dello stato                 | Stato file | archiviato                                                                                  | 64 |
| Priorità di trattamento              | Urgenza di trattamento. "1" è il più alto livello, "5" il normale e "8" il più basso. "9" rappresenta una urgenza personalizzata, "0" è riservato per il futuro. | 5                                                                                           | 1 |
| Oggetto del ciclo                    | Ciclo di trasformazione ", a" = mattina, "p" = sera o "b" di entrambi.                                                                                           | b                                                                                           | 1 |
| Referenze Trasmissione Originale     | Indica il luogo da cui è stata trasmessa l'immagine | BER-10-08-03                                                                                | 32 |
| Identificazione dell'apparecchiatura | tipologia di immagini che sono ripetute. | Webcam Acquario                                                                             | 32 |
| Writer/ Editor                       | Persona che ha redatto i dati IPTC | Max Mustermann                                                                              | 128 |
| Categoria                            | Categoria (secondo NAARTNDA) (fuori produzione) | EDU                                                                                         | 3 |
| Categoria supplementare              | Libera scelta di categorie (fuori produzione) | Selezione 2003, modificato, aRGB                                                            | qualsiasi numero di categorie (ognuna max. 32 caratteri), limitato solo dalla dimensione massima consentita per l'intero file di intestazione IPTC di 64 KB.                   |

## Set di caratteri
Lo standard IPTC si scrive da un qualsiasi set di caratteri particolari, ma permette di memorizzare i dati in quasi tutti i set di caratteri. La norma richiede che il set di caratteri utilizzati sia specificato nella norma (che non è elencata sopra) Envelope Record 1:90. 
In realtà, tuttavia, ignora un numero significativo di applicazioni di questo settore e si assume che i dati siano stati generati del proprio applicativo utilizzato dal sistema operativo; siano stati scritti set di caratteri come il diffuso Latin-1, set di caratteri ISO/IEC 8859-1, o da Apple MacOS. 
Alcune applicazioni usano una codifica altamente limitata, il set di caratteri ASCII. Per l'utente questo si traduce in necessità di verificare se i caratteri siano compatibili tra di loro.